# Sonny Rollins
Sonny Rollins, właśc. Theodore Walter Rollins (ur. 7 września 1930 w Nowym Jorku) – amerykański saksofonista i kompozytor jazzowy.
Gra na saksofonie tenorowym. Współpracował z takimi muzykami jak Thelonious Monk, John Coltrane, Miles Davis czy Art Blakey. Pionier (wraz z Gerrym Mulliganem) combo jazzowego niezawierającego w składzie instrumentu harmonicznego.
Występował w Polsce na festiwalach Jazz Jamboree (1980) w Warszawie i Jazztopad (2011) we Wrocławiu.

## Odznaczenia i nagrody
- 1983 NEA Jazz Masters Award (USA)[4]
- 2004 Grammy Lifetime Achievement Award (USA)[5]
- 2007 Polar Music Prize (Szwecja)
- 2009 Austriacki Krzyż Honorowy Nauki i Sztuki I klasy (Austria)[6]
- 2010 Narodowy Medal Sztuki nadany przez prezydenta Baracka Obamę (USA)[5]
- 2010 Medal Edwarda MacDowella(inne języki) (USA)[5]

## Wybrana dyskografia
Opracowano na podstawie materiału źródłowego.

### Jako lider
Albumy studyjne:
- Sonny Rollins with the Modern Jazz Quartet (Prestige, nagr. 1951, 1953, wyd. 1956)
- Moving Out (Prestige, nagr. 1954, wyd. 1956)
- Work Time (Prestige, nagr. 1955, wyd. 1956)
- Sonny Rollins Plus 4 (Prestige, nagr. i wyd. 1956)
- Tenor Madness (Prestige, nagr. i wyd. 1956)
- Saxophone Colossus (Prestige, nagr. i wyd. 1956)
- Rollins Plays for Bird (Prestige, nagr. 1956, wyd. 1957)
- Tour de Force (Prestige, nagr. 1956, wyd. 1958)
- Sonny Boy (Prestige, nagr. 1956, wyd. 1961)
- Sonny Rollins, Volume 1 (Blue Note, nagr. 1956, wyd. 1957)
- Way Out West (Contemporary, nagr. i wyd. 1957)
- Sonny Rollins, Volume 2 (Blue Note, nagr. i wyd. 1957)
- The Sound of Sonny (Riverside, nagr. i wyd. 1957)
- Newk’s Time (Blue Note, nagr. 1957, wyd. 1959)
- Freedom Suite (Riverside, nagr. i wyd. 1958)
- Sonny Rollins and the Big Brass (MetroJazz, nagr. i wyd. 1958)
- Sonny Rollins and the Contemporary Leaders (Contemporary, nagr. i wyd. 1958)
- The Bridge (RCA Victor, nagr. i wyd. 1962)
- What’s New? (RCA Victor, nagr. i wyd. 1962)
- Sonny Meets Hawk! (RCA Victor, nagr. i wyd. 1963)
- Now’s the Time (RCA Victor, nagr. i wyd. 1964)
- The Standard Sonny Rollins (RCA Victor, nagr. i wyd. 1964)
- Sonny Rollins on Impulse! (Impulse!, nagr. i wyd. 1965)
- Alfie (Impulse!, nagr. i wyd. 1966)
- East Broadway Run Down (Impulse!, nagr. i wyd. 1966)
- Next Album (Milestone, nagr. i wyd. 1972)
- Horn Culture (Milestone, nagr. i wyd. 1973)
- Nucleus (Milestone, nagr. i wyd. 1975)
- The Way I Feel (Milestone, nagr. i wyd. 1976)
- Easy Living (Milestone, nagr. i wyd. 1977)
- Don’t Ask (Milestone, nagr. i wyd. 1979)
- Love at First Sight (Milestone, nagr. i wyd. 1980)
- No Problem (Milestone, nagr. 1981, wyd. 1982)
- Reel Life (Milestone, nagr. i wyd. 1982)
- Sunny Days, Starry Nights (Milestone, nagr. i wyd. 1984)
- The Solo Album (Milestone, nagr. i wyd. 1985)
- Dancing in the Dark (Milestone, nagr. i wyd. 1987)
- Falling in Love with Jazz (Milestone, nagr. i wyd. 1989)
- Here’s to the People (Milestone, nagr. i wyd. 1991)
- Old Flames (Milestone, nagr. i wyd. 1993)
- Sonny Rollins + 3 (Milestone, nagr. i wyd. 1995)
- Global Warming (Milestone, nagr. i wyd. 1998)
- This Is What I Do (Milestone, nagr. i wyd. 2000)
- Sonny, Please (Doxy, nagr. 2005-2006, wyd. 2006)

Albumy koncertowe:
- A Night at the Village Vanguard (Blue Note, nagr. 1957, wyd. 1958)
- Our Man in Jazz (RCA Victor, nagr. i wyd. 1962)
- There Will Never Be Another You (Impulse!, nagr. 1965, wyd. 1978)
- Sonny Rollins in Japan (Victor, nagr. i wyd. 1973)
- The Cutting Edge (Milestone, nagr. i wyd. 1974)
- Don’t Stop the Carnival (Milestone, nagr. i wyd. 1978)
- G-Man (Milestone, nagr. 1986, wyd. 1987)
- Without a Song: The 9/11 Concert (Milestone, nagr. 2001, wyd. 2005)

### Jako sideman
Miles Davis:
- Miles Davis and Horns (Prestige, nagr. 1951, 1953, wyd. 1956)
- Dig (Prestige, nagr. 1951, wyd. 1956)
- Collectors’ Items (Prestige, nagr. 1953, 1956, wyd. 1956)
- Bags’ Groove (Prestige, nagr. 1954, wyd. 1957)

Kenny Dorham:
- Jazz Contrasts (Riverside, nagr. i wyd. 1957)

Art Farmer:
- Early Art (New Jazz, nagr. 1954, wyd. 1962)

Dizzy Gillespie:
- Duets (Verve, nagr. 1957, wyd. 1958)
- Sonny Side Up (Verve, nagr. 1957, wyd. 1959)

Ernie Henry:
- Last Chorus (Riverside, nagr. 1956-1957, wyd. 1958)

Abbey Lincoln:
- That’s Him! (Riverside, nagr. i wyd. 1957)

Modern Jazz Quartet:
- The Modern Jazz Quartet at Music Inn Volume 2 (Atlantic, nagr. 1958, wyd. 1959)

Thelonious Monk:
- Monk (Prestige, nagr. 1953-1954, wyd. 1954)
- Thelonious Monk and Sonny Rollins (Prestige, nagr. 1953-1954, wyd. 1956)
- Brilliant Corners (Riverside, nagr. 1956, wyd. 1957)

Fats Navarro:
- The Fabulous Fats Navarro (Blue Note, nagr. 1947-1949, wyd. 1956)

Bud Powell:
- The Amazing Bud Powell (Blue Note, nagr. 1949, 1951, wyd. 1951)

Max Roach:
- Clifford Brown and Max Roach at Basin Street (EmArcy, nagr. i wyd. 1956)
- Max Roach + 4 (EmArcy, nagr. i wyd. 1956)
- Jazz in ¾ Time (EmArcy, nagr. 1956-57, wyd. 1957)

The Rolling Stones:
- Tattoo You (Rolling Stones, nagr. 1972, 1975, 1978-1981, wyd. 1981)